# Henry George Macleod
Sir Henry George Macleod (* 4. Oktober 1791; † 24. August 1847) war ein britischer Offizier und Kolonialbeamter. 

## Leben
Er war einer von vier Söhnen des Sir John Angus Macleod (1752–1833) aus dessen Ehe mit Lady Wilhelmina Frances Kerr, Tochter des William Kerr, 4. Marquess of Lothian. Sein Vater hatte als Lieutenant-General der Royal Artillery an der Schlacht bei Waterloo teilgenommen. 
Macleod diente in der British Army und in der Kolonialverwaltung. 1837 hatte er den Rang eines Lieutenant-Colonel und das Amt des stellvertretenden Gouverneurs der Karibikinsel St. Christopher (heute: St. Kitts) inne. Er stieg schließlich in den Rang eines Colonel auf und war von 1840 bis 1846 der britische Generalgouverneur von Trinidad.
1836 wurde er zum Knight des Royal Guelphic Order und 1837 auch zum Knight Bachelor geschlagen. Er wurde auch als Ritter des russischen Orden des Heiligen Wladimir ausgezeichnet.
1843 heiratete er Henrietta Robinson (1797–1881), Tochter von Sir John Robinson, 1. Baronet.
Er starb 1847 und wurde auf dem St. Peter and St. Andrew Churchyard in Old Windsor, Berkshire, begraben.